# Olvasótábor
Az olvasótábor mozgalom 1972-ben indult, a táborok létrehozásában, elterjesztésében jelentős szerepe volt Fábián Zoltán írónak, aki 1970-től a Magyar Írószövetség titkára , 1969-től pedig az Olvasó népért mozgalom titkára volt. Az első olvasótábort 1972-ben rendezték meg Felsőtárkányban, bodrogi és hatvani kisiskolások részvételével, a Heves megyei KISZ- és Úttörőtáborban. Az ötlet Varga Csabától származott, a kivitelezésben Kovács István, Mózsi Ferenc, Ratkó József, Szentmihályi Szabó Péter és Vasy Géza segítettek. Az olvasótábor az iskolai oktatást kiegészítve, ahhoz kötődve, az ifjúság különböző korosztályainak és rétegeinek olvasóvá nevelését segített előkészíteni. Az olvasótábor célja nem az olvasóvá nevelés, ez egyrészt eszköz, másrészt következmény, az értékrend, önismeret, világkép, világnézet fejlesztéséhez. Kamarás István igazi hungaricumnak nevezte ezt az alternatív művelődési formát. A résztvevők először hátrányos helyzetű 10-14 évesek, majd szakmunkástanulók, végül diplomások személyiségének, identitásának formálását segítette. A táborlakókban felébresztve a homo aestheticust, a homo ludenst, a homo politicust és a homo religiosust. Az értékek közvetítése az olvasótáborban dialógus formában történt, ennek következményeként katartikus történés, happening keletkezett.
Mérei Ferenc gondolatai az olvasótáborról: 

„Valószínűleg jó úton jártok. Amit műveltségi anyagban a tábor nyújtott megfelel kornak, és a műveltség a függetlenség egyik lehetséges útja elgondolásnak, és nagyon megfelel az olvasótáborban résztvevő nemzedéknek. Különösen tetszett nekem az emberszelídítés gondolata és az országalapítás”

## Az alapítástól a rendszerváltozásig
A Hazafias Népfront (HNF) által kezdeményezett Olvasó Népért Mozgalom hamarosan magába fogadta a táborokat. Az ügyért tisztességesen kiálló népfrontos emberek igyekeztek a klasszikus “tiltom” kategóriából a “tűröm” és a “támogatom” megítélésébe soroltatni a kezdeményezést. Maróti Istvánhoz tartozott a HNF-en belül az a munkacsoport, amely Fábián Zoltán, majd halála után Fekete Gyula elnökletével személyesen is kiállt az egyes ‑ akkor ideológiai szempontból vitatható ‑ táborok létjogosultsága mellett. Ennek jelentős szerepe volt, mert a Hazafias Népfront szervezeti kereteket, felosztható pénzügyi támogatásokat tudott nyújtani a táboroknak. A táborvezetőkből alakult Olvasótábori Munkacsoport rendelkezett az anyagi támogatások felett. A táborvezetők szakmai továbbképzésére évente került sor, a HNF gárdonyi üdülőjében.
A táborvezetők a rendszerváltozás után is szerették volna megőrizni az együtt megteremtett közös értékeket. Először Nagykökényesen, majd ‑ Ratkó József meghívására ‑ Nagykállóban szerveztek találkozót. Megalapították a Magyar Garabonciás Szövetség az Olvasótáborokért nevű szervezetet. Ennek jelentős szerepe volt, hiszen az olvasótábori mozgalom alulról, a “hatalom ellenében” létrehozott kezdeményezés volt, amely a rendszerváltozás után is megőrizte az ideológiáktól, pártoktól mentes autonóm függetlenségét.
Az egypártrendszer próbált betekinteni és beleszólni az olvasótáborok működésébe, a többpártrendszert már saját művelődéspolitikája miatt nem érdekelték az olvasótáborok. Az “olvasótábori válság” jegyei nem szűntek meg a rendszerváltozáskor. Az el- és összevonásokkal sújtott könyvtárak és művelődési házak kevésbé tudtak megbízható intézményi hátteret biztosítani az olvasótáboroknak. “Arra is volt példa, hogy a hatalom helyi képviselői elzárkóztak az olvasótábortól, mondván, azt eleve mellőzni kell, mert az a KISZ-korszak itt maradt kövülete.”

## A könyvtáros és az olvasótábor kapcsolata
A tábor házi könyvtárát a könyvtáros válogatta ki. Tájékozódott a várható létszámról, a gyerekek életkoráról, nevéről, (neméről). Ismerte a tábor programját, célkitűzéseit. Ennek tükrében 2-300 kötetes minikönyvtárat állított össze az anyakönyvtár (járási, városi, megyei) könyvtár anyagából. Szépirodalmi művekből bőkezűen válogatott. A tábor programjához kapcsolódó műrészleteket sokszorosított szöveggyűjteményben kapták meg a tanulók, erre jegyzetelhettek, és haza is vihették. A polcon helyet kaptak a résztvevők kedvenc olvasmányai, alapművek, atlaszok, értelmező szótár, lexikonok is. Ez a kis gyűjtemény azonban nem helyettesíthette a könyvtárlátogatás élményét, ez is szerepelt a programok között.
A táborba írókat, művészeket, tudósokat hívtak meg, a meghívottak munkásságáról a tanulók minibibliográfiát kaptak. A könyvtár szerepe később is fontos volt, a tanulókat meghívták rendezvényeikre. Arra is volt lehetőség, hogy olvasótábori klub keretében találkozzanak csoportvezetőikkel és társaikkal.

## Az olvasótábor hatása
Az olvasótáborban a résztvevők összecsiszolódtak, együtt gondolkodtak. A csoportvezetők különböző szakterületeken dolgoztak, így a sokféle szemléletmód hatással volt egymásra. Az olvasótáborok bizonyítják, hogy nélkülözhetetlen a társadalmi gyakorlóterep. A résztvevőket felkészíti a jövőre, a közösségi, progresszív, társadalomformáló feladatokra.

## Külső hivatkozások
- A Fábián Zoltán Olvasótábor honlapja Archiválva 2012. május 4-i dátummal a Wayback Machine-ben